# Ballong

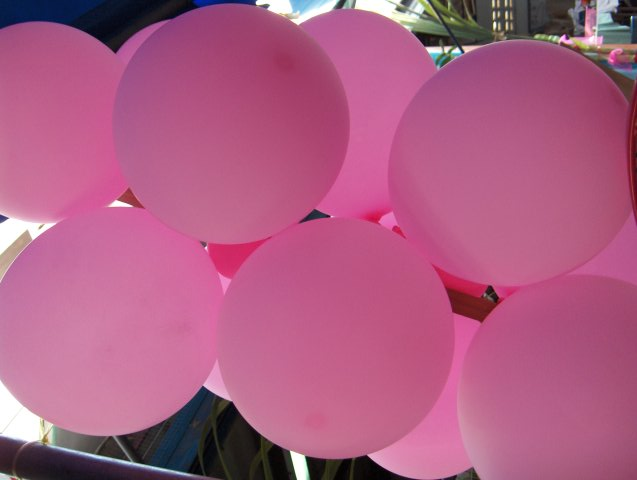
Ballonger

Ballong är en mjuk gasbehållare som hålls ut av det inre trycket. De vanligaste typerna är leksaksballonger, prydnadsballonger, väderballonger och ballongfarkoster.
Ballonger kan fyllas med luft, vilket är lättillgängligt men inte ger någon lyftkraft. "Flygande ballonger" fylls antingen med väte för bästa lyftkraft, dock explosivt, eller med helium. Ballonger som fylls med vatten kallas vanligen vattenballonger.
Stratosfärballonger används vid astronomiska observationer genom att lyfta upp detekterande instrument till lämplig höjd för att samla in data i atmosfären. De kan utföra stabila flygningar under lång tid och används som komplement till flygplan och sondraketer.